# Carel Scheffer
Carel Louis Scheffer (Terschelling, 9 oktober 1928, Bergen (Noord-Holland), 13 januari 2004) was een Nederlands wiskundige en hoogleraar met specialisme waarschijnlijkheidsrekening.

## Biografie
Na het examen in 1947 aan de Hogere Burgerschool te Amsterdam studeerde Scheffer wiskunde aan de Gemeente Universiteit (thans Universiteit van Amsterdam).
Scheffer promoveerde bij prof. dr. Hans Freudenthal aan de Rijksuniversiteit Utrecht op het proefschrift
“Generalizations of the theory of Lebesgue spaces and of the definition of entropy in ergodic theory”.
Scheffer werd in 1974 hoogleraar waarschijnlijkheidsrekening aan de Technische Hogeschool Delft (thans Technische Universiteit Delft).
Als voorzitter van de benoemingscommissie slaagde hij erin om Michael Keane naar de Technische Hogeschool Delft te halen.
Scheffer was de promotor van 
Richard Gill (1979),
John Schoenmakers (1992),
Arthur Sieders (1987) en
Hans van der Weide (1987).

## Werken
- On hereditary timediscrete stochastic processes, considered as stationary Markov chains, and the corresponding general form of Wald’s fundamental identity, Indag.Math. (16), No.4, (1954), p. 377–388 (met D. van Dantzig).

- Wald’s fundamental identity for general stochastic processes, Proceedings of the Intern. Congress Amsterdam, 1954.

- Generalizations of the theory of Lebesgue spaces and of the definition of entropy in ergodic theory. Proefschrift, University of Utrecht, 1966.

- Limits of Directed Projective Systems of Probability Spaces, Z. Wahrscheinlichkeitstheorie verw. Geb., (13), (1969), p. 60–80.

- Kansrekening, maatschappij en wiskunde, DUP, 1975.

- Generalized Stochastic Processes, Nieuw Archief voor Wiskunde (3), XXV (1977), p. 224–256.

- Random fields on trees, Mark Kac Seminar on Probability and Physics. Syllabus 1985–1987, 35–37, CWI Syllabi 17, Math. Centrum, Amsterdam, 1988 (met F.M. Dekking).

- The rank of the present excursion, Stoch. Processes and their Applications (55), (1995), p. 101–118.

## Bron
Hans van der Weide: In memoriam Carel Louis Scheffer (1928-2004). De kans om toe te passen, Nieuw Archief voor de Wiskunde, 1 maart 2005, pagina 20-22.